# パン・ユン・ツ
パン・ユンツ（龐庸之、ピン音：páng yōng zhī、1976年1月29日-） は、台湾の俳優である。

## プロフィール
- 身長 - 171cm[2]
- 体重 - 85kg[3]
- あだ名 - 阿龐（アパン）

## 来歴
2012年、第47屆金鐘奨の児童節目主持人奨に「快樂孩子王」でノミネートされた。
2014年、悪性リンパ腫になり、芸能活動を1年間休止した。
2020年、ライザップで23.6kgの減量に成功し、体脂肪率が34.2%から15.7%になった。
2021年3月3日、一時体重が65kgまで落ちたがリバウンドし、85kgになった。
2021年11月3日、9月に体重が98kgに到達。目標体重78kgにむけ、ダイエットを開始。

## 出演作品
- トースト・ボーイ's キッス （2001年）- 阿龐 役
- トースト・ボーイ's キッスⅡ （2001年）- 阿龐 役
- 部屋においでよ （2002年）- 仁志 役
- ラヴトレイン〜心動列車〜 （2003年）- Mark 役
- 秘密の花園Ⅱ （2004年）- 張保生 役
- アウトサイダー〜闘魚〜 （2004年）- ラォシュ（老鼠） 役
- ファイアー・ミッション （2004年）- 宋水來 役
- 風塵三俠之紅拂女 （2006年）- 程咬金 役
- 艾曼紐要怎樣 （2006年）- 劉東西 役
- 白袍の恋 （2006年）- 龐達 役
- 麻辣一家親 （2006年）- 楼書桓 役
- 恋のおしながき （2008年）- 司会者 役
- 私の億万LOVE （2009年）- 大頭 役
- 敲敲愛上你 （2009年）- 阿徳 役
- 新兵日記 （2010年）- 余善仁 役
- 新兵日記之特戦英雄 （2011年）- 余善仁 役
- 姊妹 （2011年）- 鄭品川 役
- 父与子 （2011年）- 王志明 役
- 恋してる 愛してる （2013年）- 銭彪 役
- 勇気を出してアイ・ラブ・ユー （2014年）- ジン・ジンヨウ（金金勇） 役
- 16個夏天 （2014年）- 唐家興 役
- 廉政英雄 （2014年）- 趙国忠 役
- 嫁妝 （2015年）- 劉俊杰 役
- 如果還有明天 （2015年）- 羅揚嵐 役
- 加油！美玲 （2016年）- 高台生/朱志明 役
- 最浪漫的事 （2016年）- 阿吉 役
- 年下のオトコ （2017年）- リー・ダーバオ（李大寶） 役
- 炮仔声 （2019年）- 顧文彦 役
- 生生世世 （2020年）- 謝登成 役